# パレストロ級砲艦
パレストロ級はイタリア海軍の装甲砲艦。一等装甲スクリュー砲艦。

## 概要
1864年4月に、来るべきヴェネツィア上陸作戦のために上陸用舟艇30隻、装甲自走浮き砲台「ゲッリエーラ（Guerriera）級」2隻、装甲砲艦2隻の整備が承認された。このうち装甲砲艦2隻が本級であり、国内の工業力が未発達であったイタリアはフランスに発注した。
2,000トン台のサイズでありながら20.3cm砲4門と強力な火力を持っており、リッサ海戦では主力装甲艦に混じって参加した。この海戦で「パレストロ」は沈没したが、2番艦「ヴァレーゼ」は損傷を殆ど受けず、1870年のローマ侵攻作戦に参加した武勲艦である。

## 艦形
本級は、フランスで設計・建造された。基本構造は、鉄製の船体の舷側に鉄製の装甲板を張り、3本のバーク式帆走用マストと1本煙突を持つ装甲コルベットである。
顕著に突出した衝角を水面下に持つ艦首から、1番マストが配置された。ボイラー配置の関係で、1番マストのすぐ後方に1本煙突が配置されていた。船体中央部の操舵艦橋に2番マスト、後部に3番マストが配置された。
船体側面部には120mm装甲板が張られた砲門を持ち、船体中央部に20.3cm砲の砲門を片舷2箇所ずつの計4箇所開けていた。船内の砲郭部に20.3cm鉄製ライフル砲を単装砲架で2基、20.3cm鉄製滑腔砲を単装砲架で2基を装備していた。

## 同型艦
- パレストロ（Palestro）

1886年4月にフランス、ラ・セーヌ・メディテラネ造船所にて起工、1865年9月5日進水、1866年1月28日就役、同年7月20日にリッサ海戦にて戦没。
- ヴァレーゼ（Varese）

1886年8月にフランス、ラ・セーヌ・メディテラネ造船所にて起工、1865年12月23日進水、1866年6月1日就役、同年7月20日にリッサ海戦参加、1870年のローマ侵攻作戦に参加。1886年に病院船に類別変更。1891年に除籍後練習艦兼倉庫艦として使用。1901年に解体処分。